# Merald « Bubba » Knight
Merald Woodlow « Bubba » Knight, Jr., né le 4 septembre 1942 à Atlanta, est un chanteur américain de R&B/soul, surtout connu en tant que membre de Gladys Knight & the Pips. Il est le frère aîné de la chanteuse Gladys Knight et le chef officieux du groupe familial, jouant un rôle déterminant dans la gestion des affaires commerciales. Il est intronisé au Rock and Roll Hall of Fame en 1996.

## Discographie

### Avec Gladys Knight & the Pips
- 1962 : Letter Full Of Tears album de 12 titres (Fury Records)
- 1967 : Everybody Needs Love, album 12 titres (Motown Records)
- 1968 : Feelin' Bluesy, album 12 titres (Motown Records)
- 1969 : Nitty Gritty, album 12 titres (Motown Records)
- 1969 : Silk N' Soul, album 12 titres (Motown Records)
- 1971 : If I Were Your Woman, album 12 titres (Motown Records)
- 1972 : Standing Ovation, album 9 titres (Motown Records)
- 1973 : Neither One Of Us, album 9 titres (Motown Records)
- 1973 : Imagination, album 9 titres (The Right Stuff)
- 1973 : All I Need Is Time (Motown Records)
- 1974 : I Feel A Song, album 9 titres (The Right Stuff)
- 1974 : Knight Time (Motown Records)
- 1974 : Claudine, Original Motion Picture Soundtrack, album 7 titres (The Right Stuff)
- 1975 : 2nd Anniversary, album 9 titres (Buddah Records)
- 1975 : A Little Knight Music (Motown Records)
- 1978 : The One & Only, album 10 titres (Buddah Records)
- 1980 : About Love, album 8 titres (Columbia Records)
- 1981 : Touch, album 9 titres (Legacy Recordings)
- 1982 : That Special Time of Year, album 10 titres (Columbia Records)
- 1983 : Visions, album 10 titres (Columbia Records)
- 1985 : Life, album 9 titres (Columbia Records)
- 1987 : All Our Love, album 11 titres (MCA records)